# Кулёмин, Кирилл Леонидович
Кирилл Леонидович Кулёмин (родился 13 октября 1980 года) — российский спортивный функционер, член Правления ФРР, директор по международному сотрудничеству ФРР, в прошлом регбист на позиции игрока 2й линии (lock, замок) команд французского и английского чемпионатов и сборной России. 

## Клубная карьера

### Регбилиг-13
Кулёмин — воспитанник регбийной школы «Динамо» (Москва). Выступает на позиции лока или в нападении. До 2004 года играл в регби-13, его регбийные таланты были замечены во время выступления в Челлендж-Кубке против профессиональных команд регбилиг Великобритании и Франции. В Австралии он играл в регби-7 по правилам регби-13, также выступал на любительском уровне в Новой Зеландии.

### Чемпионат Франции
С 2004 года играет в зарубежных клубах по регби-15, много времени провёл в чемпионате Франции, выступая за «Ажен» и «Перпиньян». На первой же тренировке в тренажёрном зале Кулёмин, не обладавший достаточными навыками, повредил грудную мышцу и выбыл из строя на три месяца, но решил не сообщать об этом семье. В «Ажене» одним из примеров для подражания Кулёмин считал фиджийского игрока Рупени Каукаунибуку, который отличался буйным нравом, но при этом отличался большой физической силой и самоотверженностью в игре.
В сезоне 2012/2013 Кулёмин играл за «Лондон Уэлш», откуда ушёл по окончании сезона в «Сейл Шаркс». С 2014 года играет за французский «Перпиньян» в Про Д2.

## Карьера в сборной
Кирилл Кулёмин привлекался в сборную России по регби-15. В составе сборной России по регбилиг выступал на чемпионате мира 2000 года и вышел в матче против Австралии (поражение 4:110), сыграл ещё два матча в 2003 году. Чемпионат мира 2011 года Кирилл пропустил из-за травмы, полученной во время матча в Уэльсе: его захватили вдвоём или втроём, и в результате неудачного движения Кирилл получил повреждение колена. Через два дня состоялась операция, которая позволяла теоретически Кулёмину восстановиться к чемпионату мира, но последующие осложнения исключили его участие в турнире.

## Стиль игры
По словам Кулёмина, с 16 лет он набрал достаточный рост и массу для игры в регби. Его рекорд в жиме штанги составляет чуть более 150 кг, в приседании — более 200 кг. Тем не менее, перед подписанием контракта с клубом «Ажен» Кулёмин столкнулся с проблемой: сдавая физические тесты, он совершил такой прыжок в высоту, после которого клубные врачи заподозрили Кулёмина в употреблении допинга (масса игрока тогда составляла 127 кг). Только после прохождения Кириллом допинг-теста клуб подписал с ним контракт.

## Личная жизнь
Кирилл Кулёмин окончил школу №1244, в которой он изучал французский язык и занимался хоккеем в составе ЦСКА, и Финансовую академию при Правительстве РФ, а также университет в Перпиньяне по специальности «Страховка и управление капиталом». Проживал в лондонском районе Ричмонд — его зарплата регбиста Английской Премьер-Лиги составляла до 100 тысяч фунтов в год, но из них половина шла на налоги. По состоянию на 2016 год проживал в Перпиньяне.
Женат, воспитывает сына. Также у Кирилла есть сестра.